# 人形劇場とらまる座
人形劇場とらまる座（にんぎょうげきじょうとらまるざ）は香川県東かがわ市のとらまる公園にある人形劇専門の劇場。1992年オープン。
全国にある数少ない公立人形劇場のひとつで、公演回数と観客動員において全国一の人形劇シアターである。

## 概要
上演は年間100ステージ以上、入場者は年間約25000人以上と、人形劇の公演回数と観客動員において全国一である。当劇場は、日本唯一の人形劇をテーマとする博物館「とらまる人形劇ミュージアム」及び「ミニチュア児遊館」等とともに「とらまるパペットランド」を構成する。これらの施設は一般社団法人パペットナビゲートが運営する。

## イベント・祭り
- 毎年11月には人形劇祭が開催され、全国のプロ劇団、アマチュア劇団が競演する

## 交通アクセス
- 高松自動車道（高松エクスプレス・高徳エクスプレス） 大内バスストップ　徒歩1分
- 高徳線 三本松駅 タクシー5分、または徒歩25分